# Araldite
Araldite é uma marca registrada da Huntsman Advanced Materials que se refere a uma linha de adesivos de aplicação estrutural. Seu nome foi usado pela primeira vez em 1946 pela suíça Ciba-Geiby, para um adesivo bicomponente à base de resina epóxi, pela qual é conhecida hoje.
A resina epóxi é usada para colar materiais como vidro, cerâmica, madeira, metal,  couro, a maioria de plásticos duros, borrachas, entre outros. Ela funciona pela interação com um catalisador. Após a cura, apresenta características muito boas de resistência e durabilidade.

## Propaganda premiada
A propaganda brasileira da marca do adesivo em 1989, uma peça elaborada por Clóvis Calia, Carlos Castelo e Fernando Mesquita, teve curta duração na mídia mas foi premiada em Cannes, trazendo por mote a capacidade que tinha de ser a única capaz de unir duas latas das grandes rivais: Coca-Cola e Pepsi.

## No Brasil
Há dezenas de anos no Brasil a marca sofreu vários problemas de distribuição e fornecimento, atualmente a marca foi vendida no Brasil e faz parte do portfólio da empresa Tekbond do grupo francês Saint-Gobain